# Parung (Subang)
Parung is een bestuurslaag in het regentschap Subang van de provincie West-Java, Indonesië. Parung telt 8725 inwoners (volkstelling 2010).